# Clotilde Tambroni
Clotilde Tambroni (29 de junio de 1758 – 2 de junio de 1817), fue una filóloga, lingüista and poeta italiana. Fue profesora de griego en la Universidad de Bolonia entre 1793–1798, y profesora e griego y literatura entre 1800 y 1808. Obtuvo un reconocimiento institucional por parte de una universidad mucho antes de que muchas mujeres pudieran asistir como estudiantes a la propia universidad. Además de su lengua materna, el italiano, hablaba con fluidez francés, inglés y español.

## Trayectoria
Realizó estudios privados de griego antiguo con el exjesuita y helenista Manuel Rodríguez Aponte (Oropesa, Toledo 1737 - Bolonia 1815). Aponte tuvo que expatriarse cuando fueron expulsados los jesuitas de su orden en 1767 y fue a parar a Bolonia donde regentó una cátedra de griego. Allí conoció a Clotilde con la que -según Leandro Fernández de Moratín en su obra Viaje de Italia- mantuvo una relación de amancebamiento y a quien instruyó en lenguas clásicas.
En 1790, Clotilde Tambroni fue invitada a la Accademia degli Inestricati y en 1792 ingresó en la Accademia degli Arcadi, bajo el seudónimo de Doriclea Sicionia. A pesar de no haber tenido la oportunidad de obtener un título académico, el 23 de noviembre de 1793 se le asignó la cátedra de Lengua Griega .
Al año siguiente (1793) ocupará la cátedra de griego de la Universidad de Bolonia hasta 1798, al negarse a reconocer y jurar fidelidad a la República Cisalpina instaurada por Napoleón. Abandona Italia en compañía de su maestro Aponte y viaja a España donde permanecerá durante algún tiempo.
En 1798, después de haber perdido su puesto por haberse negado a jurar lealtad al nuevo gobierno Cisalpino, trabajó en España como investigadora junto a su padre, Emanuele Aponte, y fue aceptada en la Real Academia.
A pesar de sus ideas políticas, en septiembre de 1799 fue readmitida en la Accademia degli Inestricati como presidenta de Lengua y Literatura Griega, y en 1804 se le concedió un gran aumento salarial.
Abandonó su carrera relativamente pronto argumentando motivos de mala salud, aunque la cátedra griega iba a ser abolida bajo las reformas napoleónicas, que privilegiaban la enseñanza de la ciencia en detrimento de los estudios literarios. La propia Tambroni dijo en su discurso de ingreso el 11 de enero de 1806: "Ciencia y Literatura siempre estuvieron vinculadas, y en la Universidad de Bolonia han existido tanto notables científicos como humanistas.
Adamo Tadolini esculpió su busto de mármol supervisado por Canova, que era amigo de la familia Tambroni. Ireneo Affò, dedicó parte de su obra 'Ragionamento Del Padre a la figura de Clotilde Tambroni.

## Principales obras
- Per le faustissime nozze del nobil Walworth Spencer. Ode greco-italiana, Imprenta Santo Tomás de Aquino, Bolonia 1792.
- Per la ricuperata salute dell'em.mo e rev.mo signor cardinale d. Andrea Gioannetti degnissimo arcivescovo
- In onore del celebre tipografo Giambattista Bodoni. Elegia greca, Tip. Reale Bodoni, Parma, 1795.
- In lode del feld-maresciallo conte di Clairfait. Ode, Imprenta Santo Tomás de Aquino, Bologna, 1796.

## Cartas publicadas
- Lettere inedite di Clotilde Tambroni, edición de M.F. Sacchi, Tip. Agnelli, Milán, 1804.
- Alcune lettere della celebre grecista Clotilde Tambroni, edición de F. Raffaello, Tip. Corradetti, San Severino Marche, 1870.
- Lettere di quattro gentildonne bolognesi, edición de S. Battistini e C. Ricci, Tip. Monti, Bologna, 1883.